# 1980년 인터콘티넨털컵
1980년 인터콘티넨털컵(1980 Intercontinental Cup)은 1981년 2월 11일에 열린 19번째 인터콘티넨털컵 대회이다. 일본 도쿄에 위치한 국립 가스미가오카 육상 경기장에서 단판 승부 형식으로 진행되었으며 1979-80년 유러피언컵 우승 팀인 노팅엄 포리스트와 1980년 코파 리베르타도레스 우승 팀인 나시오날이 맞붙었다.
이 대회부터 인터콘티넨털컵이 일본에서 단판 승부 형식으로 열렸다. 나시오날이 노팅엄 포리스트를 1-0으로 누르고 우승을 차지했다.

## 경기
| 나시오날     | 1–0 | 노팅엄 포리스트 |
| ------------ | --- | --------------- |
| 빅토리노 10′ |     |                 |

| 나시오날 | 노팅엄 포리스트 |

| 나시오날:          |    |                        |
|                    |    |                        |
| GK                 | 1  | 로돌포 로드리게스      |
| DF                 | 2  | 호세 에르메스 모레이라 |
| DF                 | 3  | 후안 카를로스 블랑코   |
| DF                 | 4  | 다니엘 엔리케스        |
| DF                 | 5  | 와싱톤 곤살레스        |
| MF                 | 6  | 빅토르 에스파라고 (c)  |
| MF                 | 10 | 아르세니오 루사르도    |
| MF                 | 16 | 데니스 밀라르          |
| FW                 | 7  | 알베르토 비카          |
| FW                 | 9  | 왈데마르 빅토리노      |
| FW                 | 11 | 훌리오 모랄레스        |
| 감독:              |    |                        |
| 후안 마르틴 무히카 |    |                        |

| 노팅엄 포리스트: |    |                 |
|                  |    |                 |
| GK               | 1  | 피터 실턴       |
| DF               | 2  | 비브 앤더슨     |
| DF               | 3  | 프랭크 그레이   |
| DF               | 5  | 래리 로이드     |
| DF               | 6  | 케니 번스 (c)   |
| MF               | 7  | 마틴 오닐       |
| MF               | 8  | 라이몬도 폰테   |
| MF               | 15 | 스튜어트 그레이 |
| FW               | 9  | 트레버 프랜시스 |
| FW               | 10 | 이언 월리스     |
| FW               | 11 | 존 로버트슨     |
| 감독:            |    |                 |
| 브라이언 클러프  |    |                 |

## 같이 보기
- 1979-80년 유러피언컵
- 1980년 코파 리베르타도레스